# Nini Crépon

Nini Crépon, nom de scène de Didier Gaborit, né le 1er mai 1953, est un acteur spécialisé dans des rôles de personnalités ambiguës, ni vraiment masculines (eunuques, « folles », travestis), ni vraiment féminines.
Il est l'un des narrateurs avec François Marthouret, de la version française de la série Architectures.

## Biographie
Dans les années 1970, il est l'un des fondateurs de la troupe Les Mirabelles.

## Théâtre
- 1974-1979: nombreuses pièces de la troupe des Mirabelles, Aix-en-Provence, Avignon, Paris[2]
- 1974 : Fauves, Aix-en-Provence et Festival d'Avignon Off
- 1975 :  Les Berceuses d'orages, dans divers lieux, et Festival d'Avignon Off
- 1976 :  Les guerilleroses, Cirque du Mont de piété au Festival d'Avignon Off
- 1979 : Les Mirabelles, Printemps de Bourges
- 1980 : Blanchisserie blanche, mise en scène Loulou Picasso, Studio des Champs-Élysées
- 1981 : Les Trente Millions de Gladiator d'Eugène Labiche, mise en scène Françoise Petit, Lyon et Nanterre
- 1982 : Spartacus d"Éric Kahane, mise en scène Jacques Weber, Théâtre du Huitième Lyon
- 1982 : Casting, d'après Yukio Mishima, mise en scène André Ligeonnet, Centre Georges Pompidou
- 1984 : Samedi, dimanche, lundi, d'Eduardo De Filippo, mise en scène Françoise Petit, Lyon
- 1986 : Le Petit Mahagonny (Mahagonny Songspiel) de Bertolt Brecht, mise en scène Hans Peter Kloos, Théâtre de la Salamandre, Théâtre des Bouffes du Nord
- 1986 : L'ombre et la proie, d'après Alfred de Musset et Gérard de Nerval, mise en scène Dominique Guihard, Théâtre de la Chrysalide, Lyon
- 1987 : Othello ou le Maure de Venise de William Shakespeare, mise en scène Hans Peter Kloos, MC 93 Bobigny
- 1987 : Oser aimer en 86 de Pomme Meffre et Armando Llamas, mise en scène Jeanne Labrune, Festival d'Avignon
- 1987 : Hommage aux jeunes hommes chics, d'après Andy Warhol, Marcel Duchamp et Alain Pacadis, mise en scène Saskia Cohen-Tanugi, Paris
- 1989 : Marat-Sade de Peter Weiss, mise en scène Gérard Gelas, Opéra d'Avignon
- 1990 : Derniers remords avant l'oubli de Jean-Luc Lagarce, mise en scène Hans Peter Kloos, Théâtre Ouvert, Paris
- 1990 : Le Café de Rainer-Werner Fassbinder, mise en scène Gérard Gelas, théâtre du Chêne Noir, Avignon
- 1991 : Petites scènes pour se perdre, d'après Heinrich von Kleist et Marcel Brion, mise en scène Mireille Sibernagl et Gérard Sorel, Théâtre d'Ivry, Théâtre Dunois, Paris
- 1992 : Les filles du néant d'après Jean-Noël Vuarnet, mise en scène Maurice Attias, Théâtre de l'Athénée-Louis-Jouvet
- 1993 : Antigone de Jean Anouilh, mise en scène Gérard Gelas

## Filmographie

### Cinéma
- 1978 : Les Oiseaux de nuit[3], documentaire sur la troupe des Mirabelles de Luc Barnier et Alain Lasfargue
- 1980 : Black mirror de Pierre-Alain Jolivet
- 1981 : Neige de Juliet Berto et Jean-Henri Roger : Betty
- 1983 : Cap Canaille de Juliet Berto et Jean-Henri Roger : Dugrand
- 1983 : La Bête noire de Patrick Chaput : Robert
- 1984 : Le Léopard Jean-Claude Sussfeld : Latimer
- 1986 : Bertrand disparu de Patrick Mimouni
- 1987 : L'Inattendue de Patrick Mimouni
- 1988 : La Travestie d'Yves Boisset : client brouteur
- 1988 : Altazor ou le voyage en parachute de Jean-Paul Fargier
- 1989 : Pentimento de Tonie Marshall : Serge
- 1990 : Docteur Petiot de Christian de Challonge : Collard
- 1993 : Péché véniel... Péché mortel, de Pomme Meffre
- 1993 : L'arête, court-métrage de David Martin
- 1994 : Néfertiti, la fille du soleil (Nefertiti, figlia del sole) de Guy Gilles : Hori, eunuque
- 1995 : L'œil du rat, court-métrage d'André Ligeon-Ligeonnet
- 1998 : Grève party de Fabien Onteniente : l'épicière
- 1998 : Le Traité du hasard de Patrick Mimouni : Daisy Belladone
- 2000 : Confort moderne de Dominique Choisy : Monsieur Jean-Jean
- 2004 : Quand je serai star de Patrick Mimouni : Paul

### Télévision
- 1982 : Les Prédateurs de Jeanne Labrune : Claude
- 1984 : Télévision de chambre : Sous le signe du poisson de Pierre Zucca
- 1986 : Samedi, dimanche, lundi, pièce de théâtre filmée par Yves-André Hubert : Attialio
- 1987 : Opéra Mozart d'Alain Nahum
- 1987 : Joyce de Jean-Paul Fargier
- 1987 : Merci Bernard de Jean-Michel Ribes
- 1989 : Damia. Concert en velours noir, documentaire de Juliet Berto
- 1990 : En un mot de Daniel Vigne
- 1991 : Tous mes maris d'André Farwagi
- 1995 : Charles Péguy (série Un siècle d'écrivains), documentaire de Jean-Paul Fargier
- 1996 : La fête des mères (série TV Julie Lescaut) de Josée Dayan : directeur de la prison
- 1998 : Curzio Malaparte (série Un siècle d'écrivains), documentaire de Jean-Paul Fargier
- 2002 : Sur les traces de renard, documentaire de Stéphane Chopard
- 2004 : À la recherche de la folle perdue, documentaire de Michel Royer